# Дніпропетровське художнє училище
Дніпропетровське художнє училище імені Євгена Вучетича — колишній навчальний заклад у місті Дніпропетровську (нині Дніпро), що існував протягом 1925—1997 років.

## Історія
1925 року до Катеринослава приїхали художники Степан Слободянюк-Подолян та Михайло Панін, за сприянням яких на базі діючих художніх курсів було відкрито художній робітфак. 1929 року його перетворено на художньо-педагогічний технікум, директором якого став Михайло Панін. 1930 року в технікумі відкрито скульптурне відділення, а 1935 року його реорганізовано в Дніпропетровське державне художнє училище, директором якого був перепризначений Михайло Панін.
Навчальний процес був переваний німецько-радянською війною. Після відвоювання міста Червоною армією у 1943 році художнє училище поновило свою роботу. У 1966 році в училищі було відкрите відділення художнього оформлення. 1974 року училищу присвоєно ім'я скульптора Євгена Вучетича. 1991 року у навчальному закладі відкрито спеціальність «декоративно-ужиткове мистецтво», зі спеціалізацією «художній розпис».
29 травня 1997 року постановою Кабінету Міністрів України на його базі, та базі Дніпропетровського театрального училища створено Дніпропетровський театрально-художній коледж.

## Викладачі
У різний час в училищі викладали Олександр Куко, Борух Свердлов, Комунар Беркута, Віктор Загубибатько, Леонід Антонюк, Григорій Чернета, Анатолій Дубовик, Віктор Матяш, мистецтвознавець Олена Годенко-Наконечна, Володимир Падун, Олександр Нем'ятий, Володимир Бублик, Олена Пахомова, Володимир Афанасьєв, Євген Прокоф'єв, Василь Тевяшов, Іван Коваленко, Леонід Грінченко, Андрій Пономаренко, Олена Капустяк, В. Мазурянов, Оксана Папушнікова, Наталя Онікієнко, Олексій Маслак, Д. Самарська, Г. Соя, Анна Федько, Н. Ніконенко, Н. Ставицька.
До педагогічної роботи в училищі залучалися і провідні художники Дніпропетровської організації Спілки художників України та мистецтвознавці Дніпропетровського художнього музею. Серед них театральний художник Іван Шулик,  мистецтвознавці Дніпропетровського художнього музею Світлана Бугулова, Володимир Кулічихін, Людмила Тверська.
Навчальний заклад очолювали
- 1925—1953 — Панін Михайло Микитович;
- 1955—1960 — Чернявський Георгій Георгійович;
- 1960—1974 — Щедров Іван Іванович;
- 1974—1981 — Шептухов Сергій Михайлович;
- 1981—1983 — Дубовик Анатолій Харлампійович;
- 1983—1988 — Хворост Василь Іванович;
- 1988—1992 — Матяш Віктор Іванович;
- 1992—1997 — Годенко-Наконечна Олена Петрівна.

## Випускники
За час свого існування художнє училище підготувало близько 3 000 спеціалістів. Серед випускників понад 50 чоловік є народними художниками України, заслуженими діячами мистецтв України та країн колишнього Радянського Союзу. 
- Адамкевич Віктор Владиславович;
- Андрейченко Семен Семенович;
- Андрущенко Микола Дмитрович;
- Апет В'ячеслав Петрович;
- Бабенцов Віктор Володимирович;
- Бакаєва Майя Яківна;
- Баланчук Михайло Несторович;
- Бачюлене-Лемешева Людмила Володимирівна;
- Беркута Комунар Савелійович;
- Бєлов Віктор Омелянович;
- Бєльський-Стеценко Іван Харитонович;
- Білик Анатолій Петрович;
- Білополий Йосип Оксентійович;
- Білоус Володимир Олексійович;
- Бобрик Євген Феофанович;
- Бондаренко Павло Іванович;
- Бондаренко Юрій Миколайович;
- Борисов Борис Петрович;
- Боровський Микола Степанович;
- Бородай Олександр Андрійович;
- Бузмаков Володимир Іванович;
- Буртовий Анатолій Миколайович;
- Вабищевич Олександр Йосипович;
- Вакуленко Тамара Олексіївна;
- Вітковський Лев Іванович;
- Водоп'янова Клавдія Пантелеймонівна;
- Войцехівський Олександр Климентійових;
- Волкова Ніна Павлівна;
- Волошин Георгій Сергійович;
- В'ялий Володимир Петрович;
- Гарькава Тетяна Анатоліївна;
- Голосій Олег Миколайович;
- Гонтар Юрій Максимович;
- Гончаренко Юрій Борисович;
- Гончаров Володимир Михайлович;
- Горбаченко Володимир Семенович;
- Городиський Володимир Миколайович;
- Грабчильов Анатолій Степанович;
- Гресик Ірина Станіславівна;
- Григораш Ніна Павлівна;
- Гуменюк Феодосій Максимович;
- Данченко Олександр Григорович;
- Двейрін Анатолій Борисович;
- Дека Валентина Іллівна;
- Декан Євген Пилипович;
- Денисова Ніна Михайлівна;
- Дикий Андрій Арсентійович;
- Дідура Григорій Харитонович;
- Дмухайло Іван Семенович;
- Довженко Анатолій Іванович;
- Дружина Тамара Дмитрівна
- Духовенко Семен Ілліч;
- Ерліх Володимир Ісакович;
- Євдущенко Юрій Палладійович;
- Єрмолов Ігор Олексійович;
- Жарко Наталія Іллівна;
- Жежер Анатолій Михайлович;
- Жежер-Сизько Наталія Анатоліївна
- Жердзицький Євген Федорович;
- Жолудь Олександр Семенович;
- Жуган Володимир Олександрович;
- Журавель Оксана Михайлівна;
- Загубибатько Віктор Семенович;
- Заруба Віктор Антонович;
- Звенигородський Володимир Олександрович;
- Звягінцев Ростислав Михайлович;
- Зінчук Олена Іванівна;
- Злидень Юрій Федорович;
- Зноба Валентин Іванович;
- Іванова Лариса Володимирівна;
- Івахненко Олександр Андрійович;
- Івченко Анатолій Володимирович;
- Іллющенко Володимир Іванович;
- Ільїнський Валентин Михайлович;
- Іолог Микола Миколайович;
- Капшученко Петро Савич;
- Карнаух Петро Михайлович;
- Киргєєв Анатолій Володимирович;
- Киргєєва Ольга Іванівна;
- Кирдань Микола Ілліч;
- Кисельова Надія Миколаївна;
- Клименко Федір Максимович;
- Климов Анатолій Петрович;
- Климушко Борис Євгенович;
- Коваленко Віктор Карпович;
- Кожеков Олексій Васильович;
- Козловський В'ячеслав Серафимович;
- Козулін Мусій Якович;
- Колесниченко Олена Григорівна;
- Колядко Микола Миколайович;
- Колядко Наталія Василівна ;
- Копач Ірина Андріївна
- Коптєв Анатолій Андрійович;
- Король Олександр Валерійович;
- Корякін Юрій Дмитрович;
- Косинський Микола Федорович;
- Костирко Ірина Іванівна;
- Костюченко Олексій Павлович;
- Кот Петро Олексійович;
- Кошелєв Станіслав Дмитрович;
- Красняк Дмитро Никифорович;
- Красотін Микола Аркадійович;
- Кудіш Тамара Григорівна ;
- Кудря Володимир Григорович;
- Куленко Яків Михайлович;
- Куценко Петро Євлампійович;
- Кучеров Олександр Олександрович;
- Кюрчев Володимир Степанович;
- Лаушкіна Валентина Володимирівна;
- Левчук Георгій Петрович;
- Литвинов Володимир Олексійович;
- Литвинов Олексій Григорович;
- Литовченко Марія Тимофіївна;
- Ломовський Анатолій Іванович;
- Луговський Андрій Віталійович;
- Магро Петро Іванович;
- Макаренко Володимир Миколайович;
- Макатуха Василь Іванович;
- Максименко Олександр Григорович;
- Малишко Петро Олексійович;
- Мальцев Анатолій Іванович;
- Мартиненко Анатолій Іванович;
- Матвієнко Сергій Миколайович;
- Матюшенко Віктор Іванович;
- Медовник Світлана Георгіївна;
- Мельник Володимир Іванович;
- Минка Олександр Федорович;
- Мироненко Микола Терентійович;
- Мишак Віра Григорівна;
- Мілев Микола Федорович;
- Мірошниченко Наталія Олександрівна;
- Міщанинов Володимир Олексійович;
- Музика Володимир Гнатович;
- Надєждін Андрій Михайлович;
- Надєждін Михайло Володимирович;
- Нем'ятий Олександр Григорович;
- Несвітайло-Шакало Поліна Антонівна;
- Нестеренко Георгій Дмитрович;
- Низова Емілія Миколаївна;
- Нікітаєва Катерина Михайлівна;
- Носенко Іван Миколайович;
- Носенко Надія Сергіївна;
- Огій Степан Олександрович;
- Олійник В'ячеслав Дмитрович
- Олійник Олексій Прокопович;
- Ольшанський Володимир Архипович;
- Охапкін Олександр Ігорович;
- Падун Володимир Макарович;
- Паленко Максим Іванович;
- Пархоменко Іван Іванович;
- Пашкевич Рита Семенівна;
- Передерій Олег Феофанович;
- Першудчев Іван Гаврилович;
- Петренко Володимир Васильович;
- Петренко Надія Іванівна;
- Петров Володимир Іванович;
- Письменний Степан Іларіонович;
- Підгорний Микола Васильович;
- Потапенко Андрій Ілліч;
- Пришедько Григорій Дмитрович;
- Прокопенко Микола Антонович;
- Пруглов Григорій Тимофійович;
- Пузирков Віктор Григорович;
- Пушний Михайло Федорович;
- Рапопорт Берко Ізраїльович;
- Рєзник Ігор Олександрович;
- Родзін Микола Іванович;
- Ружин Зоя Володимирівна;
- Соколенко Григорій Олександрович;
- Сопільник Петро Никифорович;
- Статива-Жарко Наталія Іллівна;
- Стецюра Михайло Григорович;
- Тищенко Василь Іванович;
- Ткач Анатолій Степанович;
- Турківський Микола Петрович;
- Фащенко Леонід Григорович;
- Філоненко Василь Давидович;
- Ховаєв Вячеслав Олександрович;
- Чеканьов Костянтин Іванович;
- Чернявський Георгій Георгійович;
- Шавель Віталій Гнатович;
- Швець Віктор Олександрович;
- Шевченко Федір Федорович;
- Шеремет Олександр Петрович;
- Шинкаренко Станіслав Гаврилович;
- Шістко Володимир Іванович;
- Шкуропат Василь Лук'янович;
- Шулик Іван Іванович;
- Щедрова Валентина Іларіонівна;
- Яланський Віктор Григорович.